# Art de l'époque thinite
L'art de l'époque thinite regroupe la production artistique des premières dynasties égyptiennes, entre -3150 et -2700.
L'union des Deux Terres de Haute et Basse Égypte qui s'amorçait progressivement depuis la période de Nagada va aboutir vers -3150 à la création d'un royaume unifié. Cette unification ne semble pas s'être faite sans violences, une précieuse palette historiée du musée du Caire rappelle la victoire du roi Narmer, qui porte alors pour la première fois la couronne unique.
Les princes du Sud porteurs d'une idéologie nouvelle vont mettre à profit les possibilités que leur offre le pays. En mettant en place les bases de l'organisation de l'Empire Égyptien les premières dynasties créeront le vocabulaire de l'art égyptien : conventions artistiques, rites funéraires, techniques spécifiques seront posées de manière pérenne. 
À l'instar des dynasties archaïques mésopotamiennes, les pharaons thinites s'attachent à affirmer leur pouvoir par un art luxueux, le mobilier les suit dans leurs tombes architecturées. Rois guerriers, les pharaons veillent à s'attacher les faveurs des dieux ; suivants d'Horus, ils maintiennent l'ordre temporel et spirituel.

## L'architecture thinite
L'architecture des premières dynasties pharaoniques reste majoritairement construite en matériaux périssables : briques de terre crue, végétaux (lin, roseaux, bois). Ce n'est qu'à la fin de la deuxième dynastie que la pierre, matériau d'éternité, sera exploitée à des fins monumentales. 

### Les villes thinites
Le phénomène urbain apparaît en Égypte corrélativement avec celui d'Uruk, la plus ancienne ville du monde. Les princes du Sud gouvernaient des petits royaumes composés de villes primitives. Les enceintes de maçonnerie en briques crues de villes telles qu'Abydos et Hiérakonpolis ont pu être repérées mais leur caractère fragmentaire rend difficile la reconstitution des maisons.

### Les temples thinites
La reconstitution des premiers temples est, elle aussi, rendue difficile par la rareté des vestiges. Les premiers sites sacrés resteront occupés pendant toute la durée de l'Empire Égyptien, leur fouille associée aux représentations figurées sur les tablettes royales permet de rendre compte des prototypes du temple égyptien classique.
Deux sanctuaires archaïques sont précisément identifiables : celui de Hiérakonpolis consacré à Horus et celui de Bouto pour Horus dans le delta du Nil. Pour les égyptiens classiques, ils constituent des lieux saints par excellence : leur somme équivaut à la totalité des temples égyptiens. Ils portent le nom d'Iteret, celui de Bouto est l'Iteret du Nord, celui de Hiérakonpolis est l'Iteret du Sud. Ces deux temples sont figurés par la suite sous forme de chapelle du Sud et du Nord.

### L'architecture funéraire

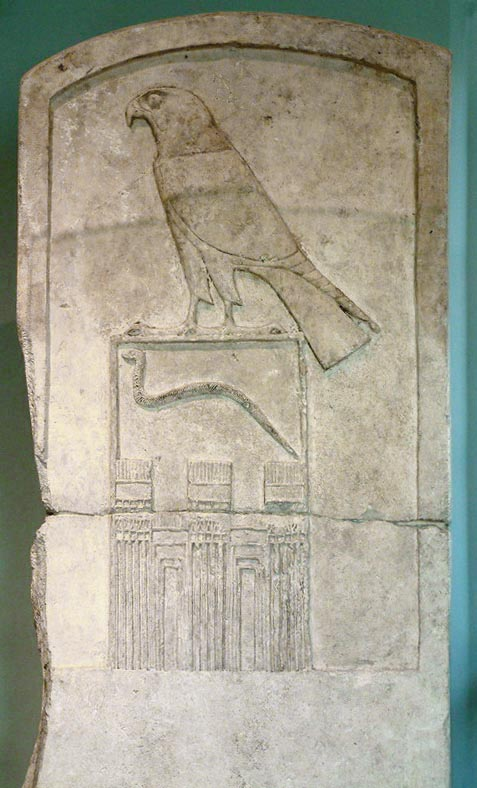
Stèle du roi Djet, prov. Abydos,, musée du Louvre

Il est intéressant de remarquer que chaque roi a deux tombes (dont un cénotaphe), l'une à Abydos et l'autre à Saqqarah, sans doute pour marquer sa domination à la fois sur les Deux Terres (la Haute et la Basse-Égypte) dans un pays à peine unifié.
C'est à Saqqarah qu'apparaissent les premiers mastabas, destinés encore au seul pharaon et entourés de tombes de courtisans. De forme trapézoïdale, ils possèdent un toit plat et un décor de redans. Il s'agit encore d'une architecture de brique crue, bien qu'apparaissent les premiers éléments en pierre (linteaux, jambages de portes).
Chaque tombe, qu'elle soit royale ou non, est marquée par une stèle. Celle du roi Djet, ou roi-serpent, provient d'Abydos. Elle mesurait environ 2,50 mètres de haut, mais ne reste actuellement que la partie supérieure, décorée d'un faucon perché sur une enceinte à redans où se trouve un serpent. Il s'agit en fait du nom d'Horus du roi, une titulature créée à la période thinite et qui apparaît ici pour la première fois ou presque. La fonction de telles stèles est sujette à discussion : s'agit-il d'objets servant à remplacer le défunt inhumé ailleurs, où simplement de marqueurs de propriété, placés à l'entrée de la tombe et indiquant le nom du locataire ? Quoi qu'il en soit, la stèle de Djet est l'un des chefs-d'œuvre de l'art de cette période en raison de la qualité du relief. Les stèles de particuliers, comme celle de Nytoua et Nytneb au musée du Louvre, sont beaucoup plus petites et rectangulaires le plus souvent.

## Mobilier funéraire

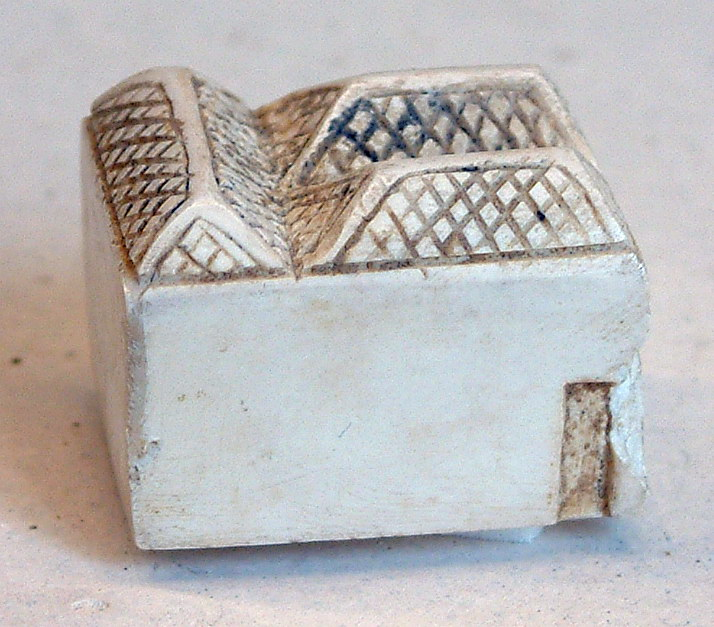
Pion de jeu en forme de maison,
prov. Abou Rawash,, ivoire, musée du Louvre

Le mobilier funéraire à cette période se diversifie. On connaît des récipients en terre cuite et en albâtre, des jeux, des représentations féminines en ivoire d'hippopotame, etc. Le travail de cette matière prend une grande importance.

## Statuaire
Pendant la plus grande partie de la période thinite, la statuaire reste assez archaïque, se limitant à des figurines d'ivoire. Cependant, à la fin de la période, le travail de la pierre se développe, et des statuettes du roi Khâsekhem en pierre sont créées pour son grand complexe de Hiérakonpolis. L'une, en grauwacke, est conservé au musée égyptien du Caire, tandis que la seconde, un peu plus grande (62cm) et en calcaire, se trouve à l'Ashmolean Museum d'Oxford.
Le roi est assis sur un trône à dossier bas portant sur le socle la représentation des 47 209 rebelles abattus par le roi, un thème qui apparaît déjà à l'époque de Nagada sur les palettes à fard. Il porte la couronne blanche de Haute-Égypte, et le manteau de fête-Sed, une cérémonie durant laquelle les rois étaient censés retrouver les forces de la jeunesse ; ses mains tenaient également des emblèmes. Nous sommes ici en face d'un modèle iconographique qui sera repris dans tout l'art classique égyptien. Du point de vue du style, on remarque la maîtrise du poli, la délicatesse et le soin apportés aux détails du visage, des mains et des pieds, qui marquent une rupture avec les statuettes prédynastiques, mais qui démontrent la maîtrise à laquelle les artisans de la pierre sont finalement parvenus. 

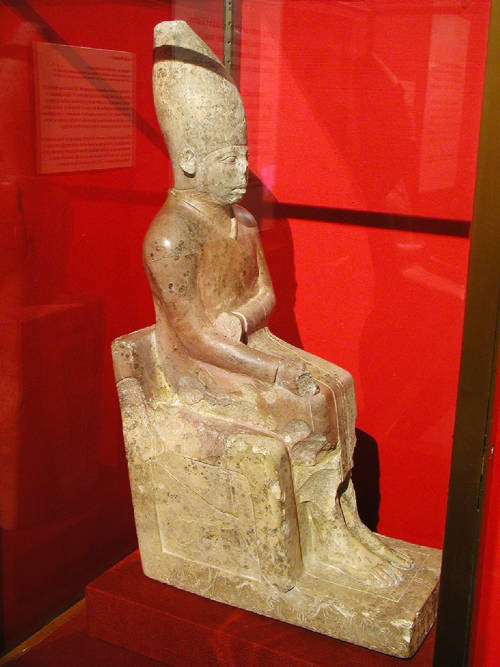
Statuette en calcaire de Khâsekhem - Ashmolean Museum
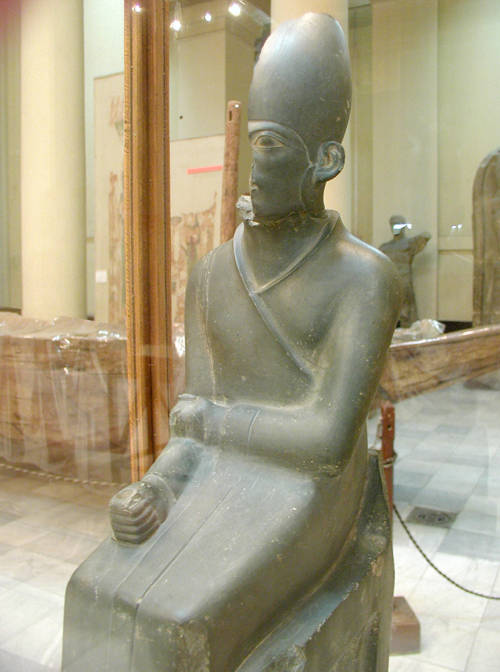
Statuette en grauwacke de Khâsekhem - Musée égyptien du Caire